# Xã Wileys Cove, Quận Searcy, Arkansas
Xã Wileys Cove (tiếng Anh: Wileys Cove Township) là một xã thuộc quận Searcy, tiểu bang Arkansas, Hoa Kỳ. Năm 2010, dân số của xã này là 777 người.